# Esther González (calciatrice)
Esther González Rodríguez (Huéscar, 8 dicembre 1992) è una calciatrice spagnola, attaccante del Gotham e della nazionale spagnola.

## Carriera

### Club
González si avvicina al calcio fin da giovanissima, iniziando a giocare nella scuola di calcio della cittadina andalusa dove cresce con i genitori, Huéscar, iniziando l'attività agonistica nella squadra della categoria più giovane e mettendosi ben presto in luce per la sua capacità di segnare gol nei campionati misti.
Quando, superata l'età massima consentita dalla federazione, per continuare l'attività ha dovuto trovare un club che avesse una squadra interamente femminile, decise di trasferirsi all'Algaidas, società che incontrò durante un torneo e con cui si sentì di avere un buon rapporto. Pur nella difficoltà, visto che per andare ad allenarsi doveva percorrere 250 chilometri che la separavano da Villanueva de Algaidas, è rimasta legata al club per due stagioni, giocando in Segunda División Femenina de España, il campionato cadetto del sistema calcistico femminile spagnolo.
Nell'estate 2009 sottoscrive un accordo con il Levante, venendo inserita in rosa, non ancora diciassettenne, con la prima squadra che disputa la Superliga, l'allora denominazione del primo livello del campionato nazionale, debuttando fin dalla 1ª giornata di campionato, il 6 settembre, nell'incontro vinto per 2-0 contro il Valencia e dove ha due occasioni per marcare il primo gol in massima divisione. La prima marcatura arriva la settimana successiva, segnando una doppietta nella vittoria per 5-1 sul Gimnàstic. In quella prima stagione gioca 13 dei 14 incontri della prima fase del campionato, marcando 3 reti, con la squadra che si classifica al terzo posto del gruppo B, qualificandosi per la seconda fase. Nella fase finale ha giocato 12 delle 14 partite e ha segnato un gol, con il Levante che non riesce ad esprimere sufficiente competitività chiudendo il campionato all'ultima posizione del gruppo. Nella Coppa della Regina ha segnato il primo gol per la sua squadra negli ottavi contro L'Estartit e ha giocato l'andata dei quarti di finale, turno in cui il Levante è stato eliminato dalla competizione dal Rayo Vallecano.
Nella sua seconda stagione al Levante gioca 12 dei 14 incontri della prima fase, segnando 5 reti. In questa occasione il Levante era in quinta posizione nel proprio girone, che in base a questo risultato, accede alla seconda fase nel gruppo C per evitare la retrocessione. In quest'ultima fase González scende in campo in 9 delle 12 partite, segnando 3 gol e fornendo un assist, contribuendo così ad assicurare al Levante la salvezza. In Coppa della Regina ha giocato le due partite degli ottavi di finale contro il Sant Gabriel, segnando all'andata e fornendo un assist nel match di ritorno, che non sono stati sufficienti per passare il turno.
Dopo due stagioni, lasciò il club per trasferirsi all'Atlético Málaga, giocando nella ridenominata Primera División Femenina de España, realizzando 14 reti in campionato, migliore marcatrice della squadra. Lascia la società al termine della stagione, con la squadra retrocessa in Segunda División. Al termine della stagione González viene inserita nel Once de oro de Fútbol Draft.
Nel 2012 ha firmato per lo Huelva, andando a segno per la prima volta con la nuova maglia il 23 settembre. Ancora una volta in campionato si conferma migliore realizzatrice della sua squadra, venendo eletta la migliore giocatrice della squadra dai tifosi venendo inoltre inserita nuovamente nell'Once de Oro de Fútbol Draft, e conquistando una convocazione per la preselezione della nazionale per il campionato europeo di Svezia 2013.

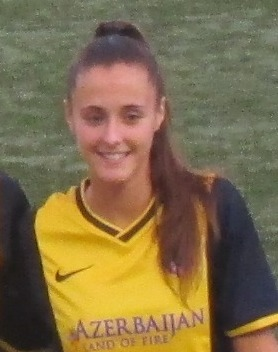
González con la maglia dell' nel 2013.

Il 2 luglio 2013 l'Atlético Madrid ha annunciato la sua firma per il club, evidenziandola come una "giocatrice elettrica, con tecnica e soprattutto con senso del gol". Ha debuttato il 15 settembre, nella 2ª giornata di campionato, nella sconfitta per 2-1 con il Collerense, in sostituzione di Ana Borges. Nel girone d'andata del campionato non riesce ad andare a segno fino al 21 dicembre contro il Sant Gabriel. Da quel momento ha iniziato a segnare regolarmente, con 12 gol siglati nel girone di ritorno del campionato, tra cui una doppietta contro l'Oviedo Moderno negli ultimi 10 minuti di partita per pareggiare e una tripletta contro la Fundación Cajasol nell'ultima giornata, che ha permesso loro di raggiungere il terzo posto in campionato. In quella prima stagione ha inoltre iniziato le due partite dei quarti di finale di Coppa della Regina 2014 contro il Rayo Vallecano, in cui hanno perso ai rigori quando González era già stata sostituita. Quell'estate, conclusi gli impegni sportivi, il club l'ha scelta come giocatrice rivelazione della stagione.
Nella prima parte della successiva stagione 2014-2015 si ritrova nuovamente a digiuno di gol, non riuscendo nuovamente ad andare a rete fino alla 13ª giornata, ma inanellando poi una serie di gol per cinque giornate consecutive. Nel secondo turno ha fatto una buona prestazione, segnando il gol della parità con il Barcellona e l'unico gol contro l'Espanyol. La squadra conclude al secondo posto in campionato, qualificandosi così per la UEFA Women's Champions League per la prima volta nella sua storia sportiva. Con 12 reti in 28 partite, 9 dei quali al secondo turno, González si conferma fondamentale per il risultato complessivo della squadra, seconda marcatrice della squadra, ed è stata votata con 5 stelle dai tifosi. Nella Coppa della Regina ha segnato una doppietta nei quarti di finale contro l'Espanyol, ma la squadra è stata eliminata ai rigori in semifinale nell'incontro con l'Huelva.

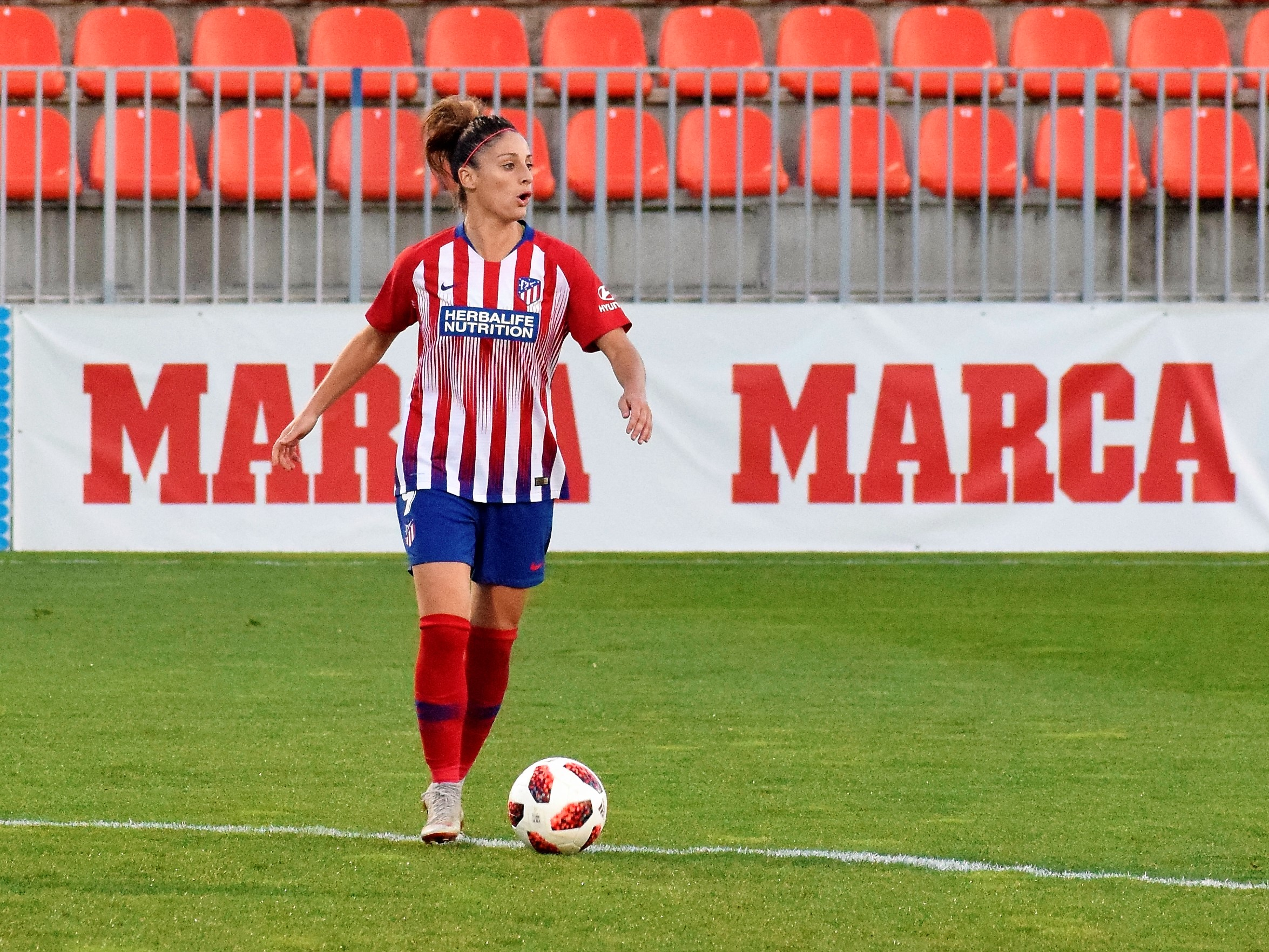
González con la maglia dell' nel 2018.

Nella stagione 2015-2016 ha debuttato in Champions League il 7 ottobre 2015, nell'incontro di andata dei sedicesimi di finale con il Zorkij Krasnogorsk, perso in casa della squadra spagnola per 2-0, segnando il primo gol della rimonta in Russia, dove l'Atlético Madrid riesce a passare il turno vincendo il ritorno con il risultato di 3-0. La squadra conclude il campionato al terzo posto, grazie anche alle 18 reti di González su 29 incontri disputati, la sua migliore stagione fino a quel momento in termini di reti realizzate, prestazione che l'ha vista essere nuovamente votata con 5 stelle. I gol sono stati distribuiti durante la stagione, riuscendo comunque ad andare a rete per sei partite consecutive, le ultime 5 giornate di campionato e i quarti di finale della Coppa della Regina. La striscia è stata interrotta in semifinale ma ha nuovamente segnato in finale il terzo gol delle rojiblancas nella vittoria per 3-2 sul Barcellona, vincendo il loro primo titolo. Le prestazioni offerte le hanno valso il debutto con la nazionale spagnola nel marzo 2016.
Nella stagione 2016-2017 ha arretrato la sua posizione per fare spazio all'arrivo di Sonia Bermúdez. Nonostante questo, ha segnato una tripletta contro il Tacuense, e ha aggiunto 15 gol in campionato, compreso il primo gol della vittoria sul Real Sociedad nell'ultima giornata che ha regalato al club il primo titolo nazionale. In Coppa della Regina la squadra è arrivata seconda dopo aver perso la finale contro il Barcellona.
Con l'arrivo in squadra della brasiliana Ludmila da Silva all'inizio della stagione 2017-2018, il tecnico Ángel Villacampa preferì attuare un turnover tra González e il nuovo acquisto per il posto da titolare, avendo così meno minuti di gioco. In campionato ha segnato 8 gol su 26 partite, giocando da titolare in 12 di esse. Le sue migliori prestazioni sono nel febbraio 2018, dove ha segnato il gol della vittoria all'85' contro il Santa Teresa, uno dei gol che ha permesso loro di pareggiare contro l'Athletic Bilbao, e una doppietta contro l'Huelva, tutti in trasferta. La squadra ha ripetuto i successi della stagione precedente, vincendo il secondo campionato e arrivando nuovamente in finale, perdendola, in Coppa della Regina.
Nella stagione successiva, con il nuovo allenatore, José Luis Sánchez Vera, ha iniziato a giocare da titolare, anche se con rotazioni, ed è stato nominata miglior giocatrice della partita alla 6ª giornata di campionato dopo aver segnato una tripletta contro il Madrid CFF. Un infortunio subito nell'ottobre 2018 l'ha tenuta fuori dal campo di gioco, e dopo aver disputato un paio di partite di campionato ha smesso di essere tra le convocate, esprimendo il suo punto di vista in un'intervista nel dicembre di quello stesso anno dichiarando che poteva aspirare a molto di più di quello che le stavano offrendo in squadra. Nel girone di ritorno è nuovamente tornata a giocare, soprattutto dopo un infortunio a Ludmila, e ha segnato 9 gol nelle ultime 9 giornate, tra cui un'altra tripletta contro la Real Sociedad nell'ultima giornata che gli ha dato il terzo titolo di Liga. Ha giocato la finale di Coppa della Regina siglando l'unico gol rojiblanco, perdendo però l'incontro con la Real Sociedad per 2-1. Il 6 giugno, ospite del programma televisivo La resistencia, espresse la sua volontà di lasciare l'Atlético Madrid. Il 29 giugno 2019 il club confermò che era tra le giocatrici alle quali non avrebbero rinnovato il contratto per la stagione successiva.
L'11 luglio 2019 il Levante ha annunciato il suo ritorno con un contratto biennale.
Il 23 agosto 2023, González viene ingaggiata a titolo definitivo dal Gotham, squadra della National Women's Soccer League.

### Nazionale
González inizia a essere convocata dalla federazione calcistica della Spagna (Real Federación Española de Fútbol - RFEF) dal 2009, chiamata dal tecnico Ángel Vilda per indossare la maglia della formazione under 17 in occasione della fase élite di qualificazione all'Europeo di categoria 2009, dove debutta da titolare il 5 aprile 2009, nell'incontro vinto 2-0 sull'Inghilterra, segnando al 63' la rete che fissa il risultato, e tornando al gol nell'ultima partita del gruppo 2, fissando sul 3-1 il rusoltato al 75' con le pari età della Rep. Ceca. Grazie alle tre vittorie nel girone la sua nazionale riesce ad accedere alla fase finale e Vilda la riconferma nella rosa delle calciatrici in partenza per la Svizzera. González disputa sia la semifinale del 22 giugno, dove al 47' fissa il risultato sul 2-0 con le avversarie della Norvegia, che la finale del 25 giugno persa 7-0 con la Germania.
Quello stesso anno viene chiamata nella under 19, inserita in rosa con la squadra che affronta le qualificazioni all'Europeo di Macedonia 2010. González debutta con la nuova giovanile il 19 settembre 2009, nel primo incontro del gruppo 10 della prima fase eliminatoria, vinto 2-0 con l'Azerbaigian, risultato in seguito trasformato in 3-0 a tavolino per la rinuncia delle azere, giocando anche le altre due partite di questa fase, segnando due reti contro l'Ucraina e uno contro Cipro. Ha iniziato da titolare nelle tre partite del turno élite contro Islanda, Rep. Ceca e Russia, segnando un gol contro le ceche.
Nel luglio del 2023, viene inclusa nella rosa spagnola per il Mondiale di calcio disputato in Australia e Nuova Zelanda, manifestazione vinta proprio dalle iberiche, in seguito al successo in finale sull'Inghilterra.

## Palmarès

### Club
- Campionato spagnolo: 3

Atlético Madrid: 2016-2017, 2017-2018, 2018-2019
- Coppa della Regina: 1

Atletico Madrid: 2016
- National Women's Soccer League: 1

NJ/NY Gotham: 2023

### Nazionale
- Campionato mondiale: 1

2023

### Individuale
- Miglior marcatrice del Campionato d'Europa: 1

2025 (4 reti)